# Discorso di Alcide De Gasperi alla conferenza di pace di Parigi

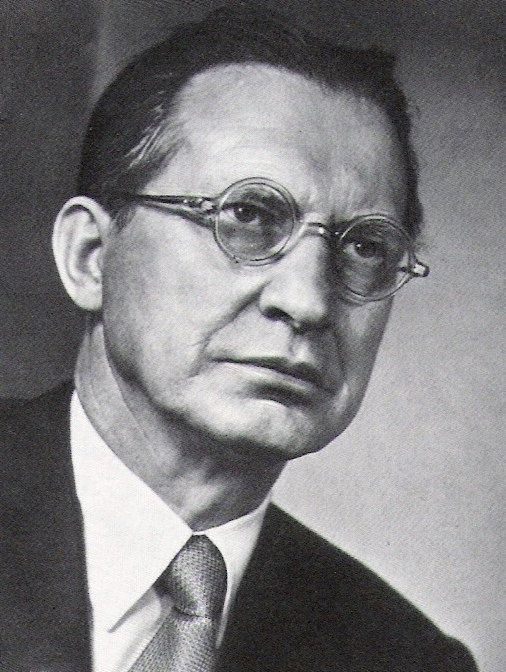
Alcide De Gasperi

Il Discorso di Alcide De Gasperi alla conferenza di pace  fu pronunciato il 10 agosto 1946 a Parigi, dal Presidente del Consiglio dei ministri italiano, in relazione alla bozza del Trattato di Parigi fra l'Italia e le potenze alleate, che mise formalmente fine alle ostilità tra l'Italia e le potenze alleate della seconda guerra mondiale.
In questo discorso De Gasperi ribadisce il contributo dato dall'antifascismo italiano nella sconfitta della Germania nazista e critica duramente la cessione di territori orientali alla Jugoslavia e la soluzione alla questione triestina proposti dalle potenze alleate e associate, disposizioni ritenute non conformi ai principi del trattato. 

## Presupposti
La conferenza di pace viene aperta il 29 luglio 1946 e proseguirà sino al 15 ottobre 1946. Le clausole principali concordate tra le potenze vincitrici, tuttavia, erano già note in Italia sin dal giorno di apertura della conferenza, grazie a un comunicato ANSA emesso lo stesso giorno:
"Londra - 29 Luglio 1946.
La frontiera italiana del 1º gennaio 1938 subirà le seguenti modifiche:
- Con la Francia sarà modificata al passo del Piccolo San Bernardo, di 2 chilometri sul plateau del Moncenisio, sul monte Thabor-Chaberton, di 5 chilometri nelle valli del Tinea, del Vesubia e del Roja.
- Con la Jugoslavia, tutto il territorio ad est della "linea francese" sarà ceduto dall'Italia alla Jugoslavia. L'Italia manterrà il Territorio Libero di Trieste entro la linea francese, limitato da una linea che congiunge Duino alla linea francese. L'integrità e l'indipendenza del Territorio Libero di Trieste saranno assicurate dal Consiglio di Sicurezza delle Nazioni Unite, che nominerà anche il governatore dopo le consultazioni con l'Italia e la Jugoslavia.
- L'Italia cede alla Jugoslavia il comune di Zara e tutte le isole della Dalmazia.
- L'Italia cede alla Grecia le isole del Dodecanneso.
- L'Italia si accorderà con l'Austria per garantire il libero movimento di passeggeri e merci tra il Tirolo settentrionale ed orientale.
- L'Italia rinuncia a tutti i diritti e i titoli, sui possedimenti territoriali in Africa, Libia, Eritrea e Somalia.
- L'Italia riconosce la sovranità e l'indipendenza dell'Etiopia.
- L'Italia riconosce la sovranità e l'indipendenza dell'Albania.
- Riparazioni. L'Italia pagherà all'Unione Sovietica riparazioni per 100 milioni di dollari[2]. Le richieste di riparazione da parte di altre potenze, in particolare della Francia, della Jugoslavia, della Grecia e dell'Albania saranno prese in considerazione in sede di conferenza di pace.[3]"

De Gasperi giunge a Parigi il 7 agosto 1946.

## Passaggi fondamentali
De Gasperi ricorda, dopo una breve introduzione, che i termini dell'accordo erano già stati faticosamente definiti dalle potenze vincitrici in base a criteri che avevano considerato l'Italia un paese ex-nemico, e questo, per un antifascista come lui, risultava un fatto penoso.
[...] Ho il dovere innanzi alla coscienza del mio paese e per difendere la vitalità del mio popolo di parlare come italiano, ma sento la responsabilità e il diritto di parlare anche come democratico antifascista, come rappresentante della nuova Repubblica che, armonizzando in sé le sue aspirazioni umanitarie di Giuseppe Mazzini, le concezioni universalistiche del cristianesimo e le speranze internazionalistiche dei lavoratori, è tutta rivolta verso quella pace duratura e ricostruttiva che voi cercate e verso quella cooperazione fra i popoli che avete il compito di stabilire.»
Lo statista italiano aggiunge inoltre che il sacrificio dell'Italia avrebbe avuto un compenso, se almeno il trattato si fosse posto come strumento di ricostruzione e cooperazione internazionale, e se l'Italia fosse stata ammessa nell'ONU in base a un principio di uguaglianza.
De Gasperi critica inoltre la soluzione data al problema triestino attraverso la creazione di un Territorio Libero di Trieste, formalmente indipendente, ma sostanzialmente ostaggio delle potenze estere.
Il capo del governo italiano fa presente che l'81% del territorio della Venezia Giulia sarebbe stato assegnato agli jugoslavi, rinnegando anche una linea etnica più interna che l'Italia si era dichiarata disponibile ad accettare e addirittura la Carta Atlantica che riconosceva alle popolazioni il diritto di consultazione sui cambiamenti territoriali; né tralascia di citare, come esempio non imitato, l'accordo in corso con l'Austria – che poi diverrà l'Accordo De Gasperi-Gruber – per l'autonomia delle popolazioni locali. 
Inoltre i loro beni potranno venire confiscati e liquidati come appartenenti a cittadini italiani all'estero, mentre gli italiani che accetteranno la cittadinanza slava saranno esenti da tale confisca.
L'effetto di codesta vostra soluzione è che, fatta astrazione del territorio libero, 180 mila italiani rimangono in Jugoslavia e 10 mila slavi in Italia (secondo il censimento del 1921); e che il totale degli italiani esclusi dall'Italia, calcolando quelli di Trieste, è di 446 mila; nè per queste minoranze avete minimamente provveduto, mentre noi in Alto Adige stiamo preparando una generosa revisione delle opzioni, per il quale è stato già raggiunto un accordo su un'ampia autonomia regionale da sottoporsi alla Costituente.»
De Gasperi conclude ribadendo che la veste di ex-nemico delle potenze alleate democratiche non fu mai quella del popolo italiano e riaffermando la fede nella repubblica democratica nata dalle ceneri della guerra nonostante le clausole ingiuste del trattato.